# Пієсматиди
Пієсматиди (Piesmatidae) — невелика родина дрібних клопів (Heteroptera). Включає 44 види.

## Поширення
Пієсматиди поширені здебільшого в помірній зоні Північної півкулі, деякі трапляються в Африці, Австралії та Південній Америці.

## Опис
Дрібні комахи, приблизно 2–4 мм завдовжки. Голова, груди і тверда частина крил мають широкі ямочки.

## Спосіб життя
Харчуються соком рослин, переважно Chenopodiaceae і Caryophyllaceae. Piesma linnavouri були знайдені на акації (Fabaceae). Mcateella була знайдена на багатьох рослинах-господарях, але переважно на акаціях і протейних. Рослини-господарі Miespa залишаються невідомими.

## Класифікація
Підродина Piesmatinae
- Afropiesma Pericart, 1974
- † Eopiesma Nel, Waller & De Ploeg, 2004
- † Heissiana Popov, 2001
- Mcateella Drake, 1924
- Miespa Drake, 1948
- Parapiesma Pericart, 1974
- Piesma Lepelitier & Serville, 1825

Підродина Psamminae
- Psammium Breddin In Schumacher, 1913
- Saxicoris Slater, 1970
- Sympeplus Bergroth, 1921
- Thaicoris Kormilev, 1969